# Princ a chuďas
Princ a chuďas (v anglickém originále The Prince and the Pauper) je román od amerického autora Marka Twaina, který si získal popularitu nejen u dětí, ale i u dospělých. Román byl publikován v roce 1882 v USA a představuje Twainův první pokus o románovou historickou fikci. Odehrává se v 16. století a vypráví příběh dvou mladých chlapců, kteří se narodili ve stejný den, avšak každý do jiného prostředí. Díky velice podobnému až identickému vzhledu se mohou oba chlapci prohodit a vyzkoušet si život toho druhého. Tom Canty, chudý chlapec žijící se svým násilnickým otcem alkoholikem v domě U kaldounu v londýnské ulici Pudding Lane, tak dostává díky svému vzhledu možnost zkusit si život královského syna Edwarda VI., syna Jindřicha VIII. a královský syn Edward VI. má příležitost zakusit život anglické chudiny.

## Děj
V domě U kaldonu žil malý chlapec Tom Canty s dobrosrdečnou matkou, sestrami Betty a Nanny, s přísným otcem a babičkou.
Tom byl z velice chudé rodiny a od dětství musel chodit žebrat, pokud domů nic nedonesl byl otcem bit.
Tom byl šťastný, neuvědomoval si, v jakých poměrech žije, jelikož ostatní chlapci z domu byli z velice podobných poměrů. To se však změnilo, když začal starý kněz Andrew Toma tajně vzdělávat, nosil mu romány a Tom se začal vlivem kněze a knih měnit. Změnil chování i řeč, lidé k němu začali vzhlížet a chodit si k němu pro rady, protože díky vzdělání měl rozhled. Díky románům se Tomovým jediným snem stalo vidět opravdového prince.
Jednoho rána se Tom procházel, šel tak daleko, až došel k Westminsterskému paláci a zahlédl prince Edwarda. Přitiskl se na mříže, aby ho lépe viděl, ale jeden z vojáků ho hrubě odtáhl zpět mezi diváky. Toho si všiml mladý princ, nařídil otevřít mříž a mladého Toma a vzal ho s sebou do své komnaty v paláci.
Princ se Toma vyptával na jeho život a při jeho vyprávění zatoužil se také koupat v řece a závodit v běhu s ostatními hochy.  Tom si chtěl zkusit princovo oblečení a jelikož si byli velice podobní, tak princ navrhl se vyměnit. Tom souhlasil a ze zámku nevyšel v potrhaném oblečení Tom, nýbrž princ Edward. Ten se toulal ulicemi do doby, než ho odtáhl Tomův otec domů. Tom se mezitím začal bát o život, protože kdyby se zjistilo, že není princ, tak ho čeká trest smrti. Tom se svěří hraběnce Jane Grey s tím, kdo doopravdy je a v paláci si začnou lidé šeptat, že princ přišel o rozum.
Jindřich VIII. je tou dobou nemocen a zároveň zarmoucen tím, že se jeho syn zbláznil. Vydá rozkaz, aby všichni, kdo prohlásí, že jeho syn je blázen byli tvrdě potrestáni. Díky tomu, že prince považují za blázna, tak může zůstat Tom bez trestu v paláci a vydávat se za prince.
Mezitím je pravý princ odchytnut Johnem Cantym, který ho doma zbije s podporou Tomovy babičky. Oba ho považují za blázna, jen Tomova matka má podezření, že to není její syn, jelikož má jiné chování i zvyky. Edward je před násilím zachráněn vysloužilým vojákem Milesem Hendonem, který považuje prince za chudého hocha, co přišel o rozum a myslí si, že je princ, přesto mu Hendon nerozmlouvá a chová se k němu jako k princi.
Když se princ dostane do vězení přičiněním Huga, který je jedním z Johnových kumpánů, Hendon mu svojí chytrostí pomůže na svobodu. Podruhé se dostanou do vězení oba, Hendonův sobecký bratr nařkne MIlese z podvodu, že se vydává za jeho mrtvého bratra. Ve vězení Milese zachrání prince znovu tím, že převezme všechny rány bičem, co má dostat princ, na sebe.
Tom si postupně v paláci zvykne, naučí se postupně chování a po smrti Jindřich VIII. se ujímá vlády. Tomovi se postupně přestává stýskat po matce i sestrách a začne si kralování užívat, přičemž zapomíná na pravého prince, jenž žije těžký život chudého chlapce.
Při korunovačním průvodu spatřil Tom mezi davem svou matku a zakryl si oči dlaněmi ven, matka ho poznala, dostala se k němu, ale královské stráže ji odstrčili. Tomovi se začalo stýskat po matce a najednou nechtěl být králem. Při korunovaci se z ničeho nic objevil pravý Edward VI. V potrhaných a špinavých hadrech. Tom mu uvolnil trůn a prohlásil, že Edward VI. je pravý král, avšak vévoda a přihlížející tomu nechtěli věřit.
Edwardovi VI. byla položena otázka, na kterou mohl znát odpověď jen pravý princ. Ten si nemohl vzpomenout, kam před několika měsíci dal královské pečetítko. Tom se mu snažil napovídat, dokud si pravý princ nevzpomněl. Pečetítko se našlo, když se však princ zeptal Toma, jak si mohl pamatovat, tak dlouho, kam odložil pečetítko, přiznal se Tom, že ztracené pečetítko používal na otevírání ořechů, protože nevěděl, co to je.
Edward VI. byl nakonec korunován, Tom s matkou a sestrami odměněn a Miles Hendon byl pasován na hraběte z Kentu.

## Postavy
Tom Canty – nechtěné dítě z chudých poměrů milující rytířské romány, on a jeho rodina (otec John Canty, matka, Tom, babička a Tomovy sestry Betty a Nanny – dvojčata) obývali světnici ve třetím patře v ubytovně U kaldonu blízko Pudinkové ulice
Edward Tudor – princ z Walesu, celá Anglie slavila jeho narození, syn Jindřicha VIII. a později i král celé Anglie Edward VI, malý chlapec
John Canty – otec Toma, alkoholik s násilnickými sklony, nebojí se své děti zbít i kvůli maličkosti a jeho matka (babička Toma) ho v tom s nadšením podporuje
Tomova matka – snaží se zastávat svých dětí před manželem, avšak nemá dostatek síly, aby se mu vzepřela, miluje své děti
otec Andrew – starý kněz, bydlel s Tomem ve stejném domě, brával si děti k sobě a tajně je vychovával, Tomovy sestry se bály výsměchu kamarádek a raději zůstaly zanedbané
Miles Hendon – statečný a dobrosrdečný vysloužilý voják, co se ujal prince, když byl chudý, po návratu Edwarda VI. na trůn, byl pasován na hraběte z Kentu

## Témata a motivy
Mark Twain odsuzuje prostřednictvím díla násilí v jakékoliv formě. Hlavním motivem je protiklad svobodného dítěte a dítěte, se kterým je zacházeno jako s otrokem.
Kniha Princ a chuďas je napsána ve formě pohádky pro děti, avšak i přes to v ní Twain poukazuje na sociální nerovnosti a kritizuje posuzování druhých podle vzhledu. I když se děj odehrává v 16. století v Anglii, tak obsahuje rysy satirického pamfletu, prostřednictvím něhož kritizuje Mark Twain Ameriku v době, v níž žil.

## Adaptace
Dílo Princ a chuďas se dočkalo několika filmových i divadelních adaptací.

### Filmové adaptace

#### Princ a chuďas (1971)
Československý dvoudílný televizní film pojmenovaný podle stejnojmenné knižní předlohy byl natočen v roce 1971 a režíroval ho Ludvík Ráža. Příběhu náhoda svede dohromady dva chlapce, kteří si jsou podobni natolik, že jsou od sebe skoro nerozeznatelní. Celý děj se odehrává v Anglii v době panování Jindřicha VIII.

#### Princ a chuďas (1990)
Animovaná americká pohádka pro děti z roku 1990 ze studia The Walt Disney Company. Pohádku režíroval George Scribner a známé postavičky jako je myšák Mickey, Goofy, kačer Donald, Pluto apod. a společně ztvárňují děj i postavy z díla Marka Twaina Princ a chuďas.

#### Princ a chuďas (2000)
Britsko-maďarský film z roku 2000 pojmenovaný podle stejnojmenné knižní předlohy režírovaný britským režisérem Gilesem Fosterem.

### Divadelní adaptace

#### Princ a chuďas (2009)
Hudební inscenace na motivy stejnojmenné knihy od Marka Twaina, která se hrála v letech 2009 až 2011 v Klicperově divadle v Hradci Králové. Úpravy hry a režie se ujala režisérka Zoja Mikotová.